# Киевская мысль
«Киевская мысль» (рос. дореф. Кіевская мысль — «Київська думка») — щоденна політична та літературна газета ліберального напрямку. Видавалася в Києві російською мовою в 1906—1918 роках. З 1917 р. виходила двічі на день — ранковим і вечірнім випусками. Мала поширення у всьому Південно-Західному краї і була найбільшою за накладом провінційною газетою Російської імперії свого часу.

## Історія
Газета була заснована під назвою «Киевская жизнь», потім «Киевская заря» на початку 1906 року; редакція в цей час розміщувалася на вулиці Володимирській, 51. У серпні 1906 року газета почала виходити з щотижневими ілюстрованими додатками під назвою «Киевская речь»; вийшло 124 номери. З 30 грудня 1906 стала публікуватися під назвою «Киевская мысль».
«Киевская мысль» за популярністю перевершила всі київські газети, що видавалися до неї. Вже в перші роки існування тираж піднявся до 26 тисяч, а до 1916 року — 70 тисяч примірників. Газету видавав власник великої друкарні Рудольф Лубківський, а також Ф. І. Богданова, ред. А. Ніколаєв, І. Тарновський. Підтримку газеті надавав великий підприємець Лев Ізраїльович Бродський, завдяки чому «Киевская мысль» могла витрачати великі кошти на штрафи. У в боротьбі за місця в міських органах та Державній Думі вона рішуче підтримувала кандидатів від ліберальної інтелігенції, виступаючи проти чорносотенців.
У роки Першої світової війни газета займала оборонську позицію. Після Жовтневого перевороту 1917 року стояла на антибільшовицьких позиціях.

## Співробітники
У газеті закордонним кореспондентом співпрацював марксист-емігрант і майбутній радянський нарком освіти Анатолій Луначарський (під псевдонімом «Гомо новус»), на сторінках газети опубліковано кілька нарисів Володимира Короленка. В різний час працював складачем Костянтин Паустовський. З «Київською думкою» співпрацювали Лев Войтоловський, Давид Заславський, Іона Кугель, Всеволод Чаговець, фейлетоніст Гарольд (Ісаак Левинський).
У газеті брали участь російські соціал-демократи, переважно меншовики (А. Мартинов, Лев Троцький та інші). В газеті друкувався Максим Горький. Авторкою газети була й юристка Олена Гінзбург.
Редакція газети «Киевская мысль» перебувала на вулиці Фундуклеївській, 19. Наприкінці 1918 року в ній розмістилася редакція газети «Київський комуніст».

## Розцінки на рекламу
Ще вищими рекламні розцінки були в головних конкурентів «Киевлянина» передреволюційних років — газети «Киевская мысль», найбільш тиражного київського видання того часу. Тут уже кожний рядок «позаду тексту» обходився рекламодавцеві у 30 копійок за першу та по 20 за наступні публікації, «попереду тексту» — відповідно у 60 та 40 копійок. Окрім щоденних номерів, «Киевская мысль» випускала щотижневі ілюстровані додатки, які мали великий успіх, — адже місцевих часописів «з картинками» тоді майже не було. У цих додатках теж друкували рекламу, проте вона була ще дорожчою. Рядок петиту в одному стовпчику обходився рекламодавцям у 80 копійок. Більша одиниця рекламної площі — «клітина» — коштувала вже 6 рублів, але при повторних публікаціях можна було заощадити: за десятиразове повторення тієї самої «клітини» платили 54 рублі, за 26 разів (тобто впродовж півроку) — 116 рублів і за 52 рази (цілий рік) — лише 200 рублів.